# Restaurang Engelen

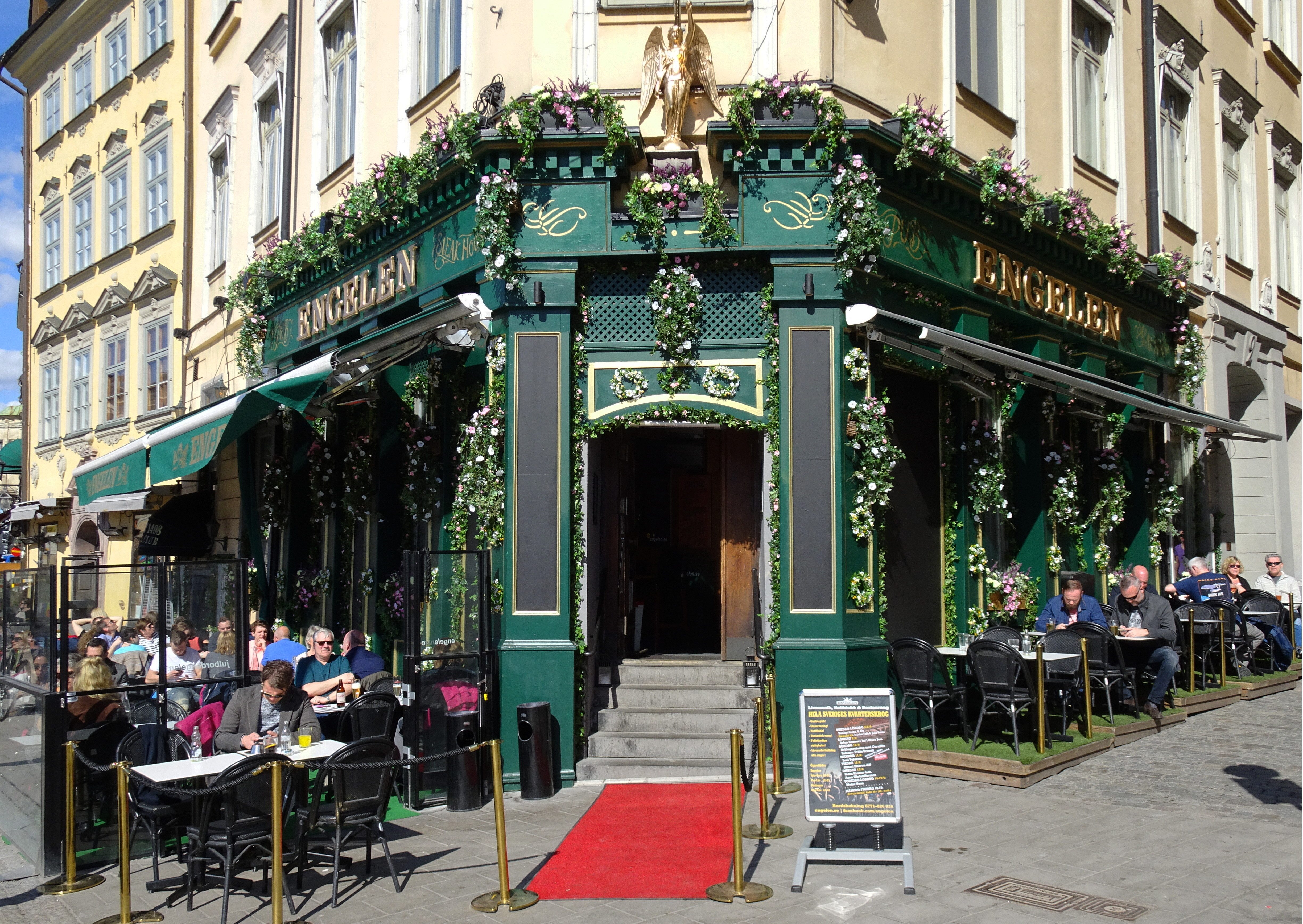
Restaurang Engelen, april 2016.

Engelen är en restaurang och nattklubb belägen vid Kornhamnstorg 59 i Gamla stan, Stockholm. Engelen öppnade sina portar på luciadagen 1969 i Apoteket Ängelns tidigare lokaler och övertog även namnet, om än med stavningen Engelen.

## Bakgrund
Ett apotek med namn Engeln eller Engelen och senare Ängeln har funnits i Gamla stan sedan 1650-talet när apotekaren Anders Månsson Biewer 1649 fick privilegiebrevet av drottning Kristina att få inrätta ett apotek på Stadsholmens södra del. Till en början låg Engelen i kvarteret Narcissus, hörnet Järntorgsgatan / Järntorget men flyttade på 1700-talets mitt till hörnet Triewaldsgränd / Kornhamnstorg i kvarteret Medusa. Där låg apoteket Ängeln fram till år 1969.

## Restaurangen och Nattklubben

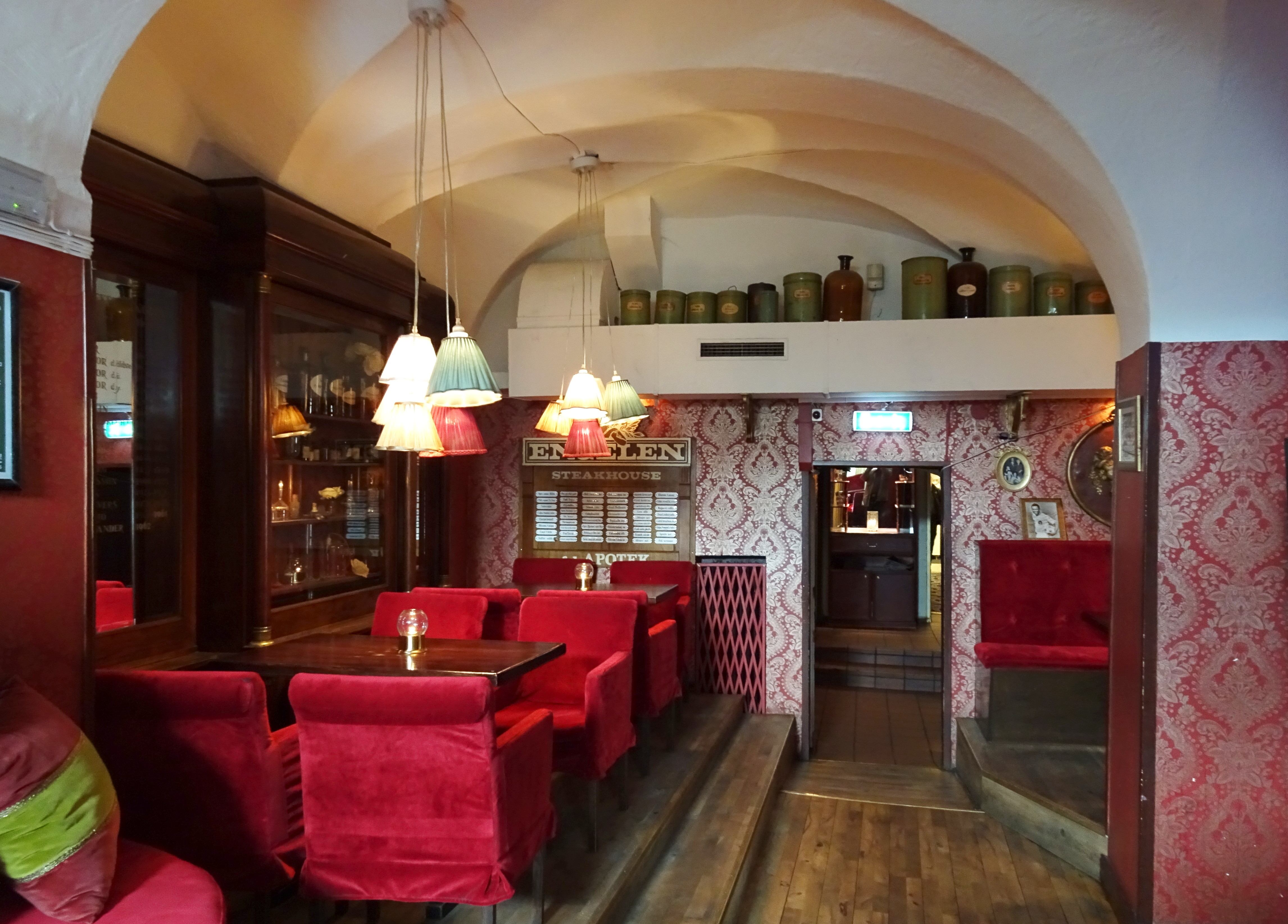
Engelens interiör med gamla apoteksskåp till vänster.

Apotekets lokaler byggdes om där även en del av den äldre inredningen återanvändes och dekorerades med gamla apoteksföremål. Bakom initiativet stod Bosse Parnevik och Hasse Wallman som övertog lokalen tillsammans med sina hustrur Gertie och Marie. Den 13 december öppnade restaurangen Engelen som därmed återupplivade ett av apotekets äldre namn. 
Apotekets källarvalv från 1600-talet inreddes för nattklubben Kolingen. Kolingen är en alkoholiserad skämtfigur skapad av Albert Engström. Några av Sveriges kända underhållare gjorde sin debut på Engelen, bland dem Peter Jöback och Ainbusk Singers, även Robert Wells spelade här, endast 15 år gammal. I gatuplanet ligger restaurangen med ”Apoteket” och ”Lilla Matsalen”. Sommartid har man en uteservering. Apotekets ursprungliga emblem, den förgyllda ängeln, hänger fortfarande över restaurangens hörnentré. 
I över 40 år var Wallman krögare på Engelen som även ingick i Wallmans Nöjen där bland annat Wallmans salonger och Hamburger Börs ingick. Wallmans Nöjen (inklusive Engelen) såldes år 2009 till nöjeskoncern 2Entertain.